# شعبة الصفا (إب)

تعديل مصدري - تعديل

شعبة الصفا محلة تابعة لقرية اليهاري، التابعة لعزلة الروس بمديرية إب إحدى مديريات محافظة إب في الجمهورية اليمنية.، بلغ تعداد سكانها 257 حسب تعداد اليمن لعام 2004.